# Емульсія
Ему́льсія (ново-лат. emulsio від emulgeo — «видоюю») — дисперсна система з рідким дисперсійним середовищем та рідкою дисперсною фазою.

## Загальна інформація
Складається з двох взаємно нерозчинних рідин, одна з яких рівномірно розподілена в другій у вигляді найдрібніших крапель, а розміри розпорошених часточок є більшими від характерних для колоїдів. При визначенні назви першою називають дисперсну фазу, а потім дисперсійне середовище, напр. вода в маслі, бензол у воді тощо (наприклад, молоко — Е., де краплинки жиру розподілені у водному середовищі). Е. низької концентрації — неструктуровані рідини. Висококонцентровані Е. — структуровані системи.

## Основні типи емульсій
Основні типи Е.: прямі, з краплями неполярної рідини в полярному середовищі (типу «масло у воді») і зворотні або інвертні (типу «вода у маслі»). Зміна складу Е. або зовнішня дія можуть привести до перетворення прямої Е. у зворотну, і навпаки. Ліофільні Е. утворюються самочинно і термодинамічно стійкі. Ліофобні Е. виникають при механічному, акустичному або електричному емульгуванні, а також внаслідок конденсаційного утворення крапель дисперсної фази у перенасичених розчинах чи розплавах. Вони термодинамічно нестійкі і тривало можуть існувати лише в присутності емульгаторів.

## Властивості

### Дисперсність емульсії
ДИСПЕРСНІСТЬ ЕМУЛЬСІЇ, (англ. emulsion dispersivity, degree of dispersion; нім. Dispersion f der Emulsion f) — ступінь подрібненості дисперсної фази в дисперсійному середовищі, що характеризується питомою міжфазовою поверхнею, яка визначається відношенням сумарної поверхні крапель до загального їх об'єму. Для монодисперсних систем питома поверхня S = 6/d, де d — діаметр крапель дисперсної фази. За дисперсністю емульсії нафтові підрозділяються на дрібнодисперсні (з розміром крапель води від 0,2 до 20 мкм), середньої дисперсності (20-50 мкм) і грубодисперсні (50-300 мкм).

### «Старіння» емульсії
«Старіння» емульсії[уточнити термін], (англ. «age-ing» emulsions; нім. Alterungemulsionen f pl) — підвищення стійкості емульсії типу «вода в нафті» в часі (практично до доби) внаслідок адсорбції диспергованих, особливо твердих, емульгаторів на водонафтовій поверхні і потовщення міжфазного «броньованого» шару на цій поверхні.

### Стійкість (стабільність) емульсії
Стійкість (стабільність) емульсії, (англ. emulsion stability; нім. Emulsionstabilität f) — здатність емульсії протягом певного часу не руйнуватися і не розділятися на дві фази (наприклад, на нафту і воду); характеризується тривалістю її існування і виражається формулою: F = h/v, де F — тривалість існування емульсій (емульсійна стійкість), с; h — висота стовпа емульсії, м; v — середня лінійна швидкість розшарування емульсії, м/с.

## Застосування
При збагачуванні корисних копалин інколи використовується емульгований реагент (наприклад, при масляній аґломерації).
У вигляді Е. одержують мастильно-охолоджуючі рідини.
Е. застосовують також при брикетуванні вугілля зі зв'язуючими, гідрофобізації поверхні вугілля при його зневодненні, при бурінні тощо.
Окремий різновид складають паливні емульсії.

## Різновиди емульсії

### Емульсія інвертна
Емульсія інвертна, (англ. invert emulsion, нім. Invertspülung f) — в бурінні — буровий розчин, в якому дисперсійним середовищем є нафта, дизельне пальне, мазут і інш., а дисперсною фазою — водні розчини солей хлориду натрію, кальцію або магнію. До складу Е.і. входять ПАР-емульгатори (ефіри, аміди, метал. мила, оксіетиловані продукти і інш.). Е.і. застосовують при бурінні в складних гірничо-геол. умовах (високі т-ри, нестійкі породи), для глушіння свердловин при капітальному ремонті, а також при первинному розкритті продуктивних пластів з метою збереження їх природної проникності і пористості.

### Емульсія нафтова
Емульсія нафтова, (англ. oil emul-sion; нім. Erdölemulsion f; Rohölemulsion f) — механічна суміш нафти і пластової води, які нерозчинні одне в одному і перебувають у дрібнодисперсному стані. Утворюється при видобуванні обводнених нафт у свердловинах, промислових трубопроводах, а також в апаратах знесолення нафти внаслідок інтенсивного турбулентного перемішування нафто-водяної суміші. При цьому на поверхнях розділу фаз відбувається накопичення емульгаторів (поверхнево-активних речовин), які містяться в рідині, яка видобувається (асфальтени, нафтени, смоли, парафін, солі та інш.). У результаті поверхневий натяг на межі розділу нафта-вода знижується, що сприяє диспергуванню крапель води (нафти).
Е.н. поділяються на два великі класи:
- 1) емульсії першого роду, або прямі, або типу «нафта у воді» (умовно позначаються Н/В), коли краплі нафти як дисперсна фаза рівномірно чи нерівномірно розміщені у воді — дисперсійному середовищі;

- 2) емульсії другого роду, або обернені, або типу «вода в нафті» (умовно позначаються В/Н), коли краплі води — дисперсна фаза рівномірно або нерівномірно розміщені в нафті, яка є дисперсійним середовищем.

Е.н., які утворюються при знесоленні нафти, належать в основному до другого типу. За концентрацією дисперсної фази в дисперсійному середовищі їх підрозділяють на три типи: розведені (об'ємна частка дисперсної фази становить до 0,2 %), концентровані (до 74 %) і висококонцентровані (понад 74 %). Основні фізико-хімічні властивості Н.е.: дисперсність, в'язкість, густина, а також стійкість до руйнування. Утворення Н.е. призводить до втрат нафти при її видобуванні, транспортуванні і підготовці до переробки. Руйнування емульсій (деемульсація) є одним з найважливіших процесів промислової підготовки нафти.

### Емульсія пряма ГЛТ-20В
Емульсія пряма ГЛТ-20В, (англ. emulsion straight ГЛТ-20В, нім. Emulsion f ГЛТ-20В) — гарячий розчин селітри і розплаву тротилу зі стабілізуючими добавками. ВР має гомогенну структуру з високою рухливістю, близькою до рідких мінеральних масел, а також підвищеною водостійкістю. Може застосовуватися при заряджанні під стовп води у свердловинах будь-якої обводненості.